# La Motte-du-Caire
La Motte-du-Caire – miejscowość i gmina we Francji, w regionie Prowansja-Alpy-Lazurowe Wybrzeże, w departamencie Alpy Górnej Prowansji.

## Demografia
Według danych na rok 1990 gminę zamieszkiwało 438 osób, a gęstość zaludnienia wynosiła 16 osób/km². W styczniu 2015 r. La Motte-du-Caire zamieszkiwało 536 osób, przy gęstości zaludnienia wynoszącej 19,6 osób/km².